# NZXT
NZXT（エヌズィーエックスティー）は、アメリカ合衆国カリフォルニア州ロサンゼルスに所在するコンピュータハードウェアメーカー。ゲーミングPC向けのPCケース等、PCパーツ・周辺機器の製造を手がける。

## 歴史
2004年、Johnny Houにより設立され、自作PC市場向けの製品を開発している。同社初となる製品「NZXT Guardian」は、『トランスフォーマー』を彷彿とさせるデザインが特徴的なPCケースであった。その後、取り扱い製品を拡大し、ATX電源、冷却装置、マザーボード、ネット配信用機材といった製品を開発している。

## 製品
主にPCケースで知られる同社であるが、他にもマザーボードや電源装置、冷却装置、LEDを使用したイルミネーションといったPCパーツ、周辺機器も取り扱っている。製品の設計・開発はロサンゼルスで行い、製造を中華人民共和国広東省深圳市で行う

### PCケース

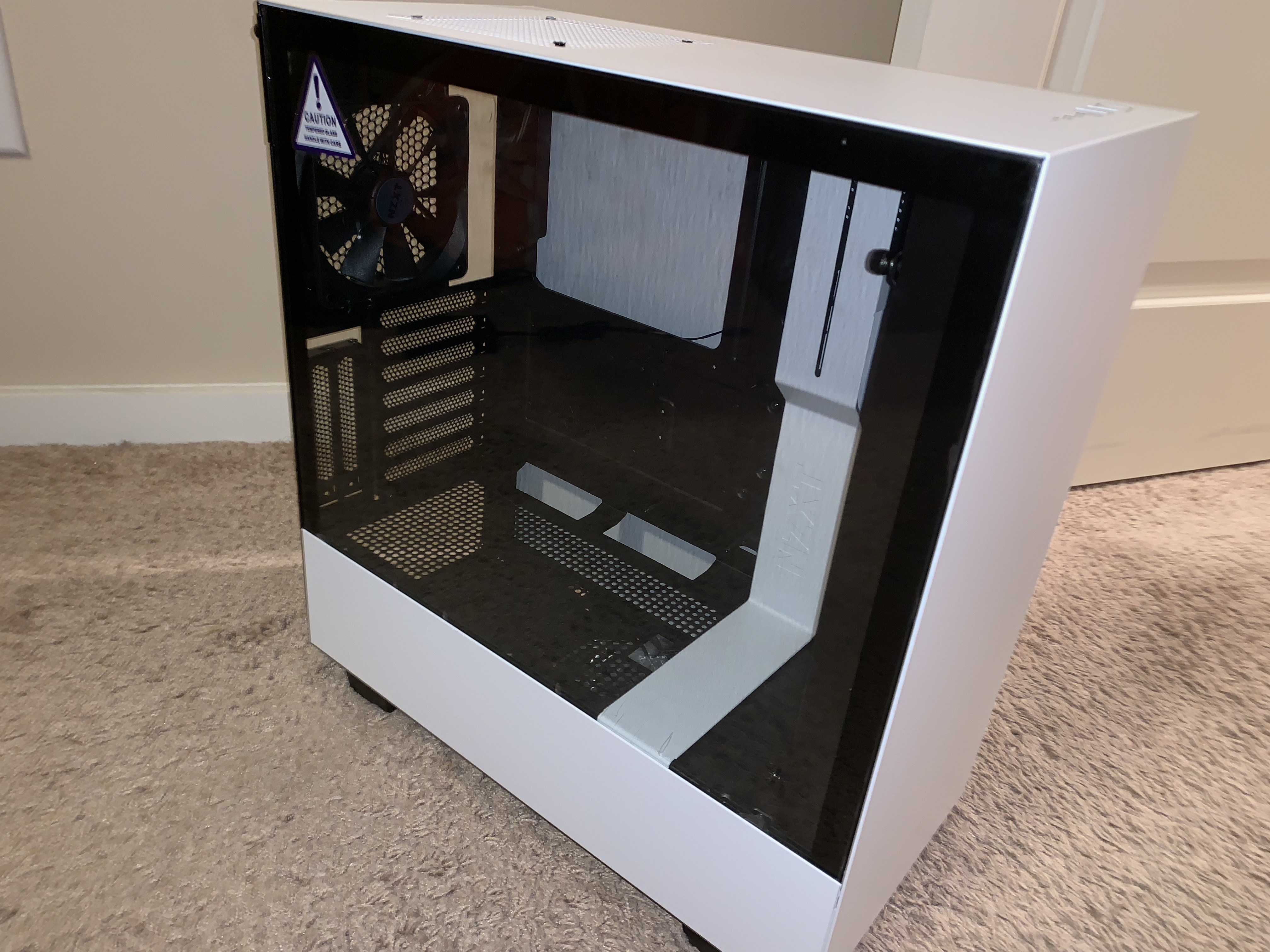
PCケース「H500i」

PCケースの開発は会社設立当初から手がけている。2013年、「Phantom」シリーズを発売。
2016年、「S340」をリリース。Razerとのコラボレーションを開始した（のちに解消）。後続の「S340 Elite」は筐体側面パネルの素材をS340のアクリル樹脂製から強化ガラス製にアップグレードした製品で、「Hyper Beast edition」を追って投入した。これらとは嗜好の異なるものとして「Manta」という製品も開発している。
2017年には「H700」、「H400」、「H200」を投入。ミニマリズムを体現したようなデザインで、鋼鉄製のフレームに強化ガラス製のサイドパネル、LEDによるイルミネーション、冷却ファンコントローラーを備えている。
2018年、低価格帯向けに「H500」を投入。
2019年、Hシリーズの前面にUSB Type-Cポートを追加。さらに前面もガラスパネル化した製品「H510 Elite」を投入した。
2020年、コンパクトな「H1」を投入。しかしこの製品が発火したとの報告が市場から上がり、不具合解消まで販売を停止する事態となった。本モデルはビデオカードの内部配線用ライザーケーブルを金属製のねじによって固定する仕様であったため、組み立てる際に短絡が生じ得ることが判明。PCI Expressライザーケーブルの更新対応により販売を再開している。

### 冷却装置

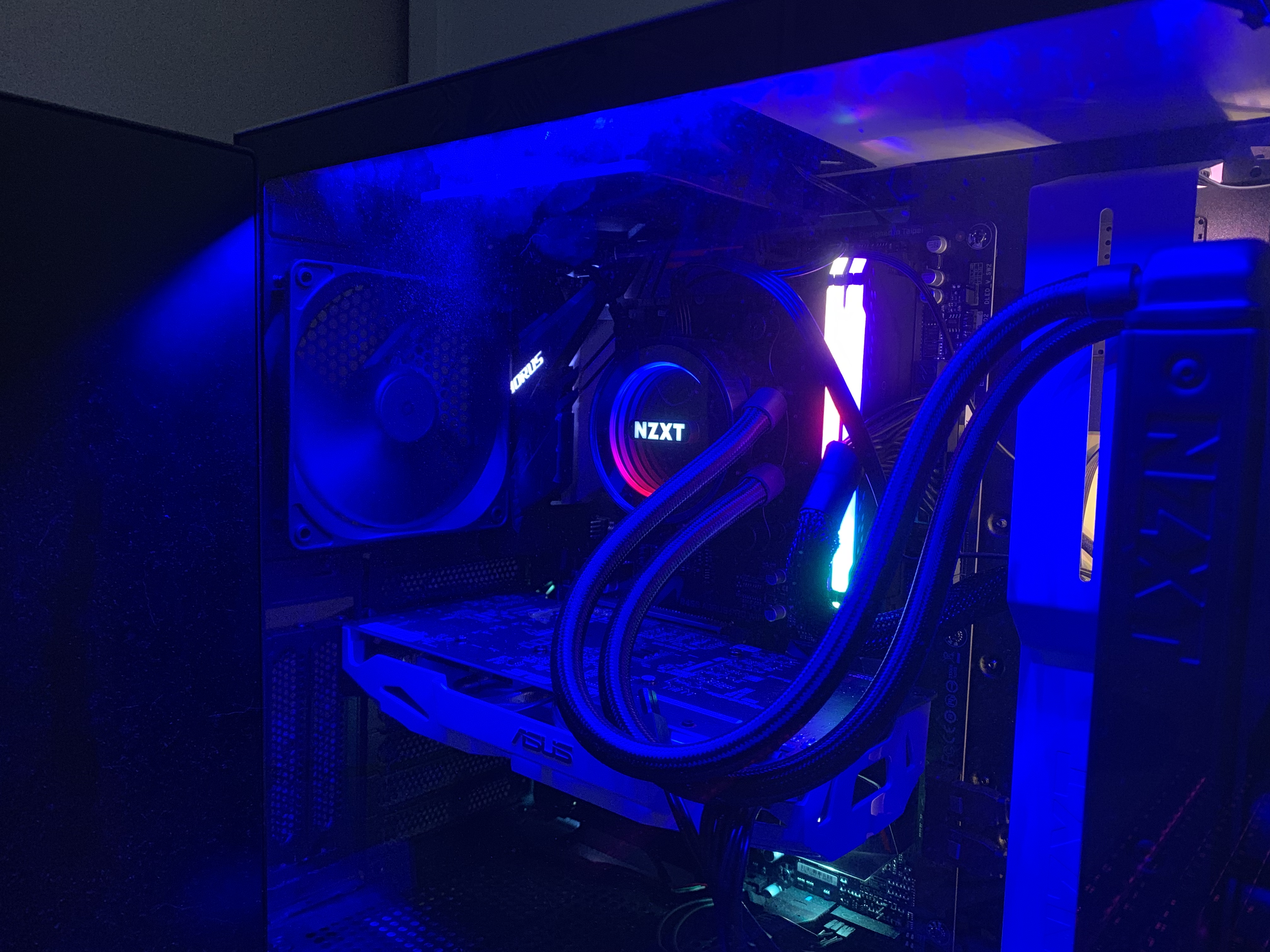
24cmファン搭載の液冷クーラー「X52」

オールインワンタイプの液冷クーラー「Kraken」シリーズを開発している。デビューは2013年で、14cmもしくは28cmサイズの冷却ファンを2個搭載していた。その後、12cmや36cmなど冷却ファンのサイズバリエーションを増やしたり、ポンプやラジエーターの改良を進め、カスタマイズ可能な画面を備えた製品「Z73」を投入している。

### マザーボード
2018年、同社初となるマザーボード製品を投入。チップセットとしてインテルのZ370を搭載するものであったが、当初は販売価格の高さが批判の的となった 。2018年、Z390チップセット搭載マザーボードを投入。同社のマザーボードの製造は、台湾のエリートグループコンピューター・システムズやASRockが行っている。

### 電源装置
2010年、パソコン用の電源装置を発売。2016年に取り扱いを一旦終了したのち、2018年に再開。ケーブルを抜き差し可能なモジュラータイプの電源装置を販売している。電源メーカーのSea Sonicと提携している。

### イルミネーション
「RGB & fan controllers」、「underglow」、「LEDストリップ」、「RGB cable combs」、「hue 2 ambient v2 desktop lighting system」といった製品を開発している。

### オーディオ
2019年、ヘッドセットおよびスタンド、オーディオミキサー製品を投入した。

### ゲーミング周辺機器
2017年、ケーブル管理およびヘッドセットマウント製品を投入。その後、マウスパッドやスリングバッグといったグッズの取り扱いを開始している

## BLD
2017年、PCのBTOサービス「BLD」を開始した。プレイする予定のゲームの種類、予算、オプションといった注文に基づきPCを組み立て、発注者の元に届けられる。